# Diocèse de Harrisburg

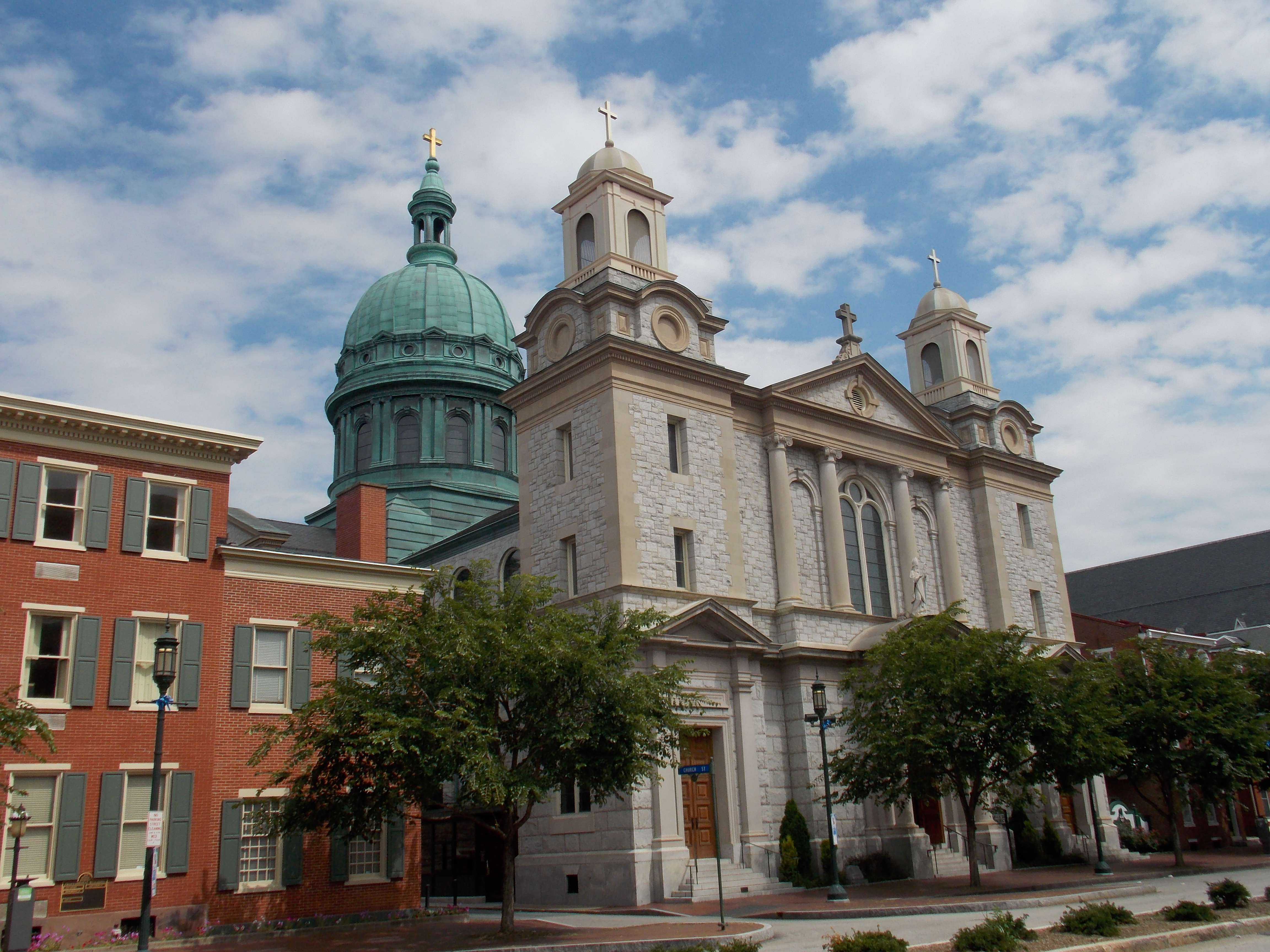
Cathédrale Saint-Patrick de Harrisburg.

Le diocèse de Harrisburg (Dioecesis Harrisburgensis) est un diocèse de l'Église catholique aux États-Unis, suffragant de l'archidiocèse de Philadelphie. Il comptait en 2006 : 247 492  baptisés sur 2 027 835 habitants (12,2%) répartis en 89 paroisses pour 192 prêtres (dont 42 réguliers), 411 religieuses et 44 religieux. L'ordinaire est Mgr Ronald Gainer qui siège à la cathédrale Saint-Patrick de Harrisburg.

## Territoire
Le diocèse comprend quinze comtés de la partie centre-sud de la Pennsylvanie: Adams, Columbia, Cumberland, Dauphin, Franklin, Juniata, Lancaster, Lebanon, Mifflin, Montour, Northumberland, Perry, Snyder, Union et York.

## Historique
Le diocèse est érigé le 3 mars 1868, recevant son territoire du diocèse de Philadelphie (aujourd'hui archidiocèse).
Le 30 mai 1901, il cède une portion de son territoire à l'avantage du diocèse d'Altoona, aujourd'hui diocèse d'Altoona-Johnstown (en).